# Sandhamn (Contea di Stoccolma)

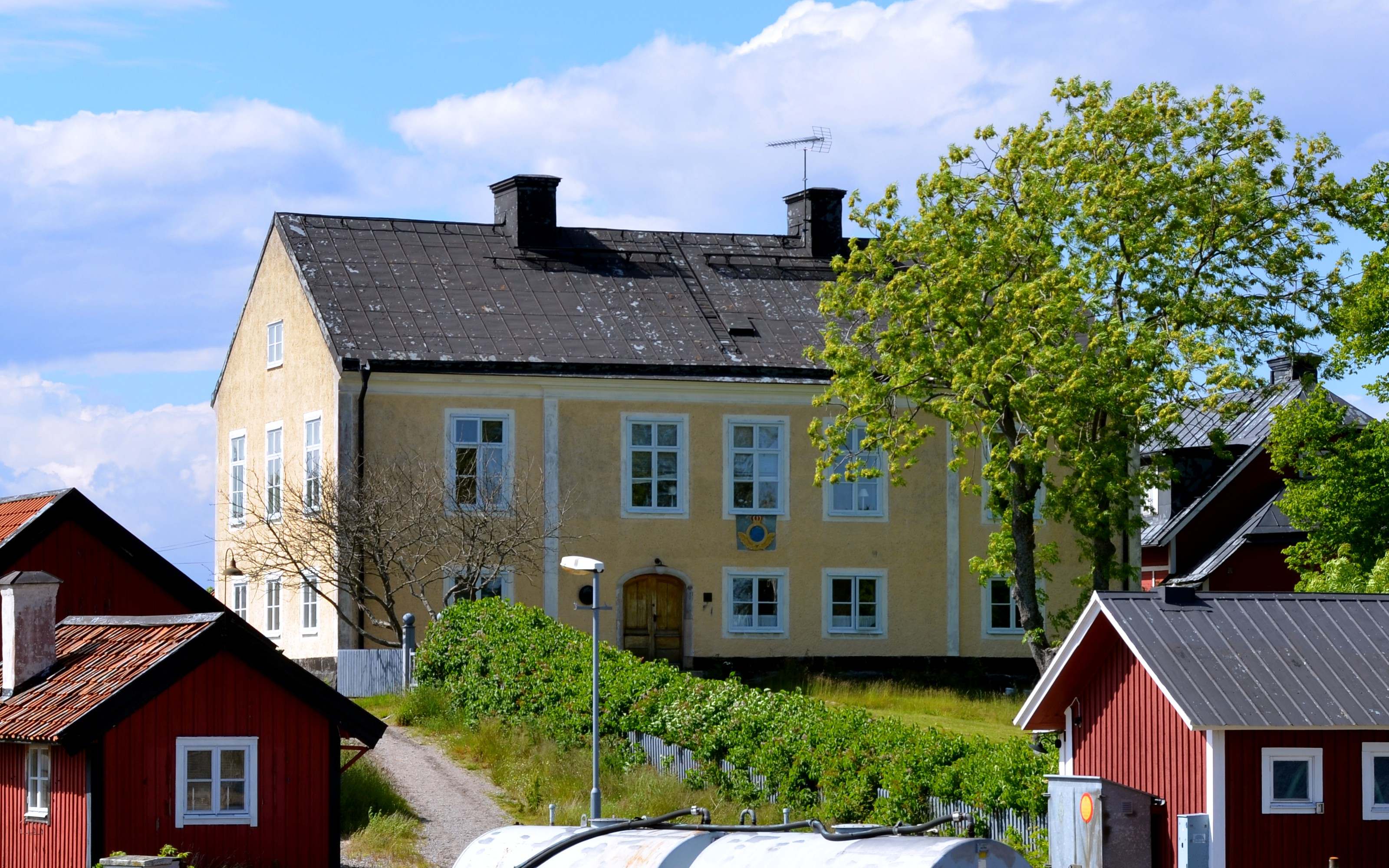
Sandhamn: la Tullhus

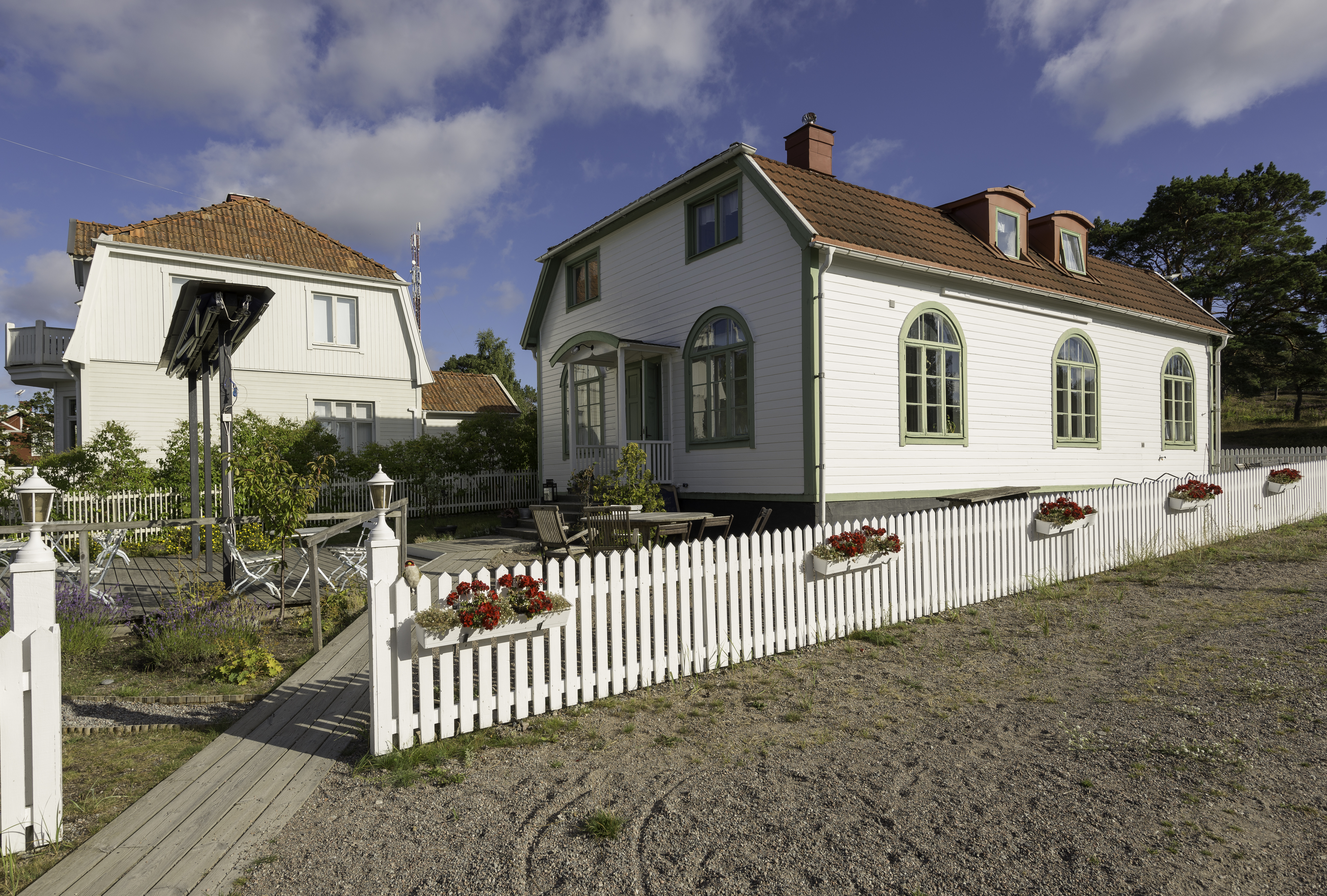
Ex-edificio religioso a Sandhamn

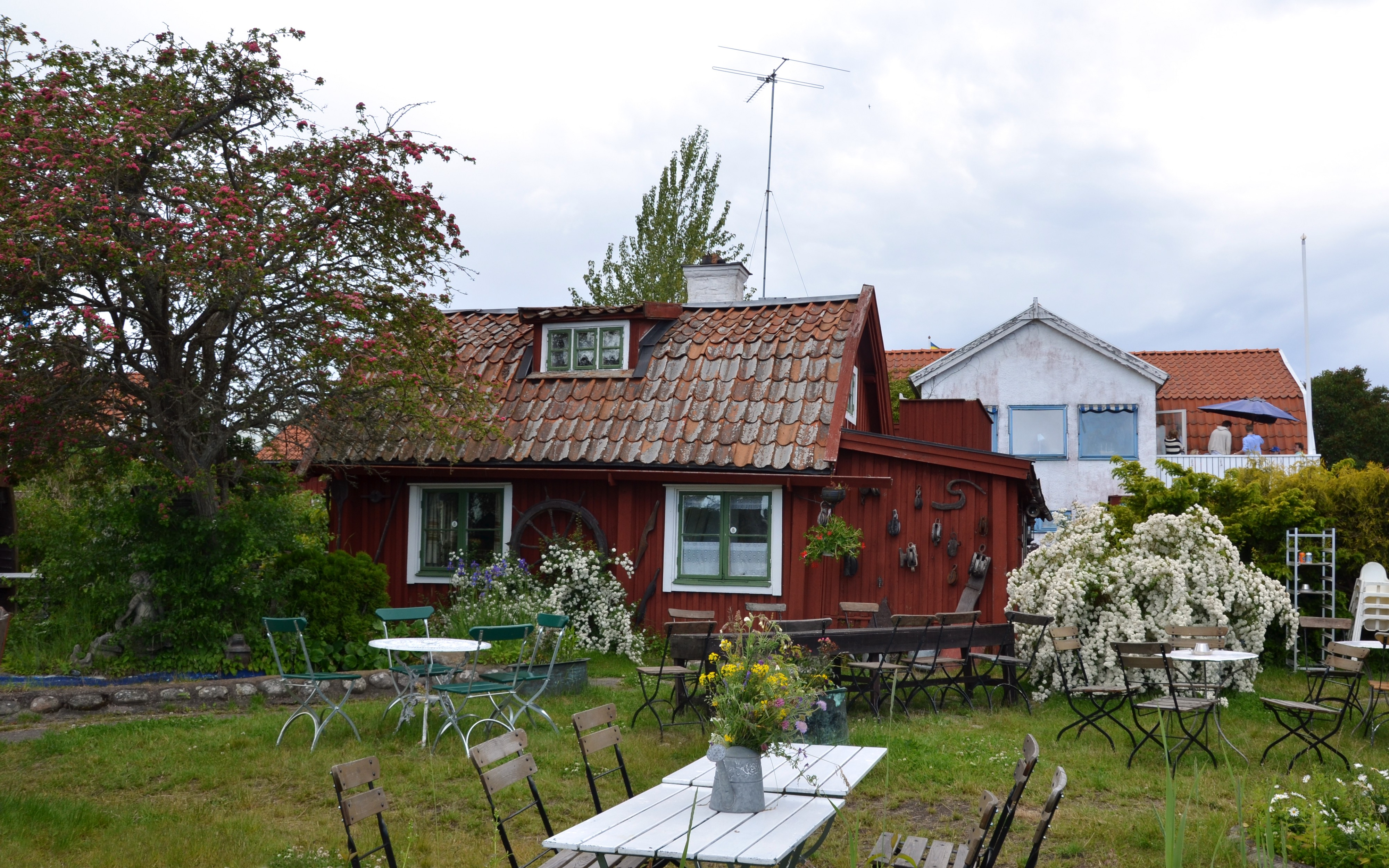
Sandhamn: la casa di August Strindberg

Sandhamn è una popolare località di villeggiatura sul Mar Baltico della Svezia sud-orientale, situata a Sandö (letteralmente "isola sabbiosa/di sabbia"; spesso citata comunemente anch'essa come "Sandhamn"), una delle isole dell'arcipelago di Stoccolma, nella regione dello Svealand. Dal punto di vista amministrativo, si tratta di una frazione del comune di Värmdö.

## Geografia fisica

### Territorio
Sandhamn si trova nell'estremità nord-orientale di Sandö di fronte a Telegrafholm.
Per la sua posizione, la località fu descritta nel 1873 in questo modo dal poeta e drammaturgo August Strindberg:
(August Strindberg)

## Storia
La località di Sandhamn era già conosciuta alla fine del XIII secolo: fu citata per la prima volta nel 1289 come Swea Sandhö in una lettera contenente una donazione inviata da re Magnus Ladulås al Monastero di Santa Clara di Stoccolma.
Sulle mappa geografiche apparve invece per la prima volta nel 1640.
A partire dal 1865, la località iniziò ad essere regolarmente collegata via traghetto con Stoccolma.
In seguito, alla fine del XIX secolo, Sandhamn divenne meta prediletta di poeti e artisti.

## Monumenti e luoghi d'interesse
- Accademia Reale dei Navigatori (Kungliga Seglarklubb) .[1][6]
- Strandpromenade[6]
- Havfruns grotta ("grotta della sirena")[6]
- La Tullhus, costruita nel 1752 su progetto di Carl Hårleman[7]

## Cultura

### Musei
- Sandhamns Museum[6]

### Media
- A Sandhamn sono ambientati i romanzi polizieschi della scrittrice svedese Viveca Sten aventi per protagonista l'ispettore Thomas Andreasson, romanzi dai quali è stata tratta la serie televisiva con Jakob Cedergren e Alexandra Rapaport Omicidi a Sandhamn (Morden i Sandhamn)[8][9][10][11].
- A Sandhamn è inoltre ambientata la serie televisiva omonima trasmessa da TV3[12].
- A Sandhamn il personaggio Mikael Blomkvist della serie Millennium, creato da Stieg Larsson, ha una casa che usa per scrivere e rilassarsi.

## Economia

### Turismo
La località accoglie circa 100.000 visitatori l'anno.
È dotata di un porto gestito dal Regio Yacht Club Svedese.

## Sport
Sandhamn è un popolare centro di sport acquatici.
La località è diventata anche una delle tappe del Gotland Runt.